# Cát Thủy
Cát Thủy (chữ Hán giản thể: 吉水县, âm Hán Việt: Cát Thủy huyện) là một huyện thuộc địa cấp thị Cát An, tỉnh Giang Tây, Cộng hòa Nhân dân Trung Hoa. Huyện này có diện tích 2531,73 ki-lô-mét vuông, dân số 480.000 người. Huyện này được lập thời nhà Tùy. Huyện này nằm ở khu vực hợp lưu của sông Cám và sông Ân, cách Nam Xương về phía bắc 196 km, phía nam 640 km là Quảng Châu. Tuyến đường sắt Kinh Cửu chạy qua đây.

## Hành chính
Cát Thủy được chia ra làm 18 đơn vị hành chính cấp hương, gồm 15 trấn và 3 hương. Ngoài ra huyện này còn quản lí 1 đơn vị tương đương cấp hương khác
- Trấn: Văn Phong (文峰镇), Phụ Điền (阜田镇), Bàn Cốc (盘谷镇), Phong Giang (枫江镇), Hoàng Kiều (黄桥镇), Kim Than (金滩镇), Bát Đô (八都镇), Song Thôn (双村镇), Lao Kiều (醪桥镇), Loa Điền (螺田镇), Bạch Sa (白沙镇), Bạch Thủy (白水镇), Đinh Giang (丁江镇), Ô Giang (乌江镇), Thủy Nam (水南镇)
- Hương: Thượng Hiền (尚贤乡), Thủy Điền (水田乡), Quan San (冠山乡)

Đơn vị ngang cấp hương khác
- Khu công nghiệp huyện Cát Thủy (吉水县工业园区)

27°12′25″B 115°07′25″Đ / 27,20694°B 115,12361°Đ